# Provincia de Santiago de Chuco
La provincia de Santiago de Chuco es una de las doce provincias que conforman el departamento de La Libertad en el norte del Perú. Limita al norte con la provincia de Otuzco y la provincia de Sánchez Carrión, al este con la provincia de Pataz, al sur con el departamento de Áncash y al oeste con la provincia de Virú y la provincia de Julcán.
Jerárquicamente en categoría religiosa, tomando como principal a la Iglesia católica (a excepción del distrito de Sitabamba), la provincia forma parte de la arquidiócesis de Trujillo.

## Historia
El territorio de lo que hoy es Santiago de Chuco formaba parte de la provincia de Huamachuco fundada por los españoles, la cual fue dada como doctrina a los agustinos. La llegada de españoles y portugueses en busca de minas para explotar hicieron que empezaran a surgir pequeñas asentamientos de mineros; la zona donde se fundaría el pueblo estaba habitada por pueblos incas distribuidos en Ayllus; Andaymarca (Ayllu Grande) funcionaba como capital situada entre los ríos Huaychaca y Patarata y en las faldas del cerro Quilla Irca (después llamado cerro San Cristóbal). 
El 23 de julio de 1553, un grupo de inmigrantes obtienen el permiso para fundar un pueblo que sirviera como capital y centro de operaciones de actividades mineras y cultivo de trigo. Llegaron a Andaymarca el capitán Diego de la Serna, los inmigrantes Domingo Pérez de Vásquez, José de Peláez, Lino Benítes de los Niños, Miguel de Estremadura, Rodrigo de los Bejarano, Fernando de Alva, García de Paredes, Lorenzo de Alcántara, Juan Bautista de Ruiz y el padre Francisco de Asís Centurión, natural de Santiago de Compostela, quien ayudó a que Santiago el Mayor fuera el patrón tutelar del nuevo pueblo.
El 25 de julio de 1553, frente a un altar levantado en el lugar llamado Picchi-Paccha, se celebró una misa de acción de gracias y se colocó la primera piedra de fundación. Luego, se hizo la distribución de las tierras para la construcción de casas, se delineó el plano de la ciudad y de la iglesia que sería inaugurada el 25 de julio de 1560. Es en este mismo año, el pueblo recibe el nombre definitivo de Santiago de Chuco.
En 1868 el diputado por la provincia de Huamachuco, Manuel Natividad Porturas, presentó el proyecto para erigir como provincia el entonces distrito de Santiago de Chuco. El proyecto quedó estancado debido a la muerte de Manuel N. Porturas.
El 3 de noviembre del año 1900, gracias a la gestión del parlamentario Tomás Ganoza Cavero (quien retomó el proyecto de Manuel N. Porturas), el presidente Eduardo López de Romaña aprueba la ley de creación de la provincia de Santiago de Chuco.

## Geografía
Abarca una superficie de 2658,96 km².

## División administrativa
La provincia está dividida en ocho distritos:
1. Santiago de Chuco
2. Angasmarca
3. Cachicadán
4. Mollebamba
5. Mollepata
6. Quiruvilca
7. Santa Cruz de Chuca
8. Sitabamba

## Autoridades

### Regionales
- Consejero regional
  - 2019-2022:[2] Santos Nicolás Vásquez Ibáñez (Restauración Nacional)

### Municipales
- 2011-2014[3]
  - Alcalde: Juan Alberto Gabriel Alipio, del Partido Restauración Nacional (RN).
  - Regidores: Teófilo Walter Valle Paredes (RN), Julio Fernando Rafael Diestra (RN), Julia Amparo Pereda de Bolaños (RN), Nancy Estela Guerra Ávila (RN), Juan Franklin Yupanqui Rosas (RN), Ponciano Huaman Paredes (RN), Wilder Armengol Quezada Rodríguez (APRA), Dionicio Ruiz Corro (Fuerza del Pueblo), Constante Marquina Guevara (Alianza para el Progreso).[4]
- 2007-2010
  - Alcalde: Abner José Ávalos Villacorta, del Partido Alianza para el Progreso.

### Policiales
- Comisario: Comandante PNP

José AMESQUITA ARROYO

### Religiosas
- Arquidiócesis de Trujillo[5]
  - Arzobispo de Trujillo: Monseñor Héctor Miguel Cabrejos Vidarte, OFM.[6]

## Atractivos turísticos
- Cachicadán: baños termales[7] con gran concentración de fierro y magnesio con una temperatura de 71 °C, conformado por dos ojos de agua en el cerro Botica. Está ubicado a 183 km al este de la ciudad de Trujillo (6 h aprox.) a 3178 m s. n. m. en las faldas del cerro La Botica en el distrito de Cachicadán.[8]

- Reserva Nacional de Calipuy: espacio biogeográfico con una extensión de 4500 ha, que alberga y protege una de los más grandes bosques de puyas Raimondi, además de guanacos. Ubicado a 164 km al este de la ciudad de Trujillo (8 h aprox.), entre los 840 y 3600 m s. n. m. (región Suni). Presenta abundantes lluvias entre DIC y ABL.[9]

- Angasmarca: hermoso distrito ubicado al frente de un enorme cerro de una gran roca de color gris acero, valle interandino cuya capital se alza a 2800 m s. n. m., este distrito anteriormente perteneció a la familia Porturas-Hoyle siendo el último hacendado el Sr. Pablo de Porturas Hoyle, desde la conquista, la colonia y la República Angasmarca fue una hacienda con un gran potencial ganadero y agrícola y reconocida por la producción de ricos quesos y mantequilla. También explotaron ricos yacimientos de oro, plata y tungsteno en la minas de Tamboras, Mundo Nuevo y La Verde, también se explota el carbón, y en el siglo XXI, hasta hace poco, la mina de Comarsa. En el gobierno de las Fuerzas Armadas, presidido por el general Juan Velasco Alvarado, se convierte en cooperativa denominada Sociedad Agrícola de Interés Social (SAIS) José de San Martín Ltda. n.º 19, La Libertad. Convertido en distrito desde el año 1985. La actividad minera ha permitido su modernización. Esta compuesto por los caseríos: Pampamarca, Tambopampamarca, las Manzanas, Chusgón, Cruz Pampa, Huacas Corral, Inga Corral, Mullipampa, Quillupampa, El, Temple, La Capamba, Cruz de Chuca, El ingenio, Agua el Alivio. Tiene bosques en el Ahijadero, en el cerro El Arco, y San Luis.

Angasmarca toponimicamente significa 'tierra de purísimo cielo azul' en quechua y en culli, 'tierra de águilas'. En su cerro piramidal se encuentran evidencias de un antiguo centro administrativo religioso, con muros de piedra de arquitectura circular, en las faldas del cerro se encuentran diversos talleres líticos, así como abundante restos de cerámica, y al pie del cerro circulan las diáfanas aguas del río Angasmarca que aguas abajo se une al río Piscochaca como afluentes del río Tablachaca que a su vez es afluente del majestuoso río Santa.
En el sector El Ingenio se yergue la antigua chimenea de la fundición colonial, acompañada por viejos paredones y antiguos restos de molinetes de piedra que reducían el mineral a su mínima expresión antes de ser fundido.
El río Angasmarca debería ser surcado por el deporte del canotaje, desde Chusgón hasta el puente principal o «la playa», también se podría practicar el escalamiento y el deporte de arrojo, alas delta, parapente.
- Pampamarca: un hermoso lugar turístico. El tambo el cerro redondo, los paisajes de Yamuyamu de donde emana el agua que beben sus pobladores y muchos otros hermosos paisajes que existen en este lugar.

Desde Trujillo hasta Angasmarca, nos separan cinco horas en bus. Existen hoteles y restaurantes que esperan su visita.
- Santa Clara de Tulpo: es un poblado ubicado en el distrito de Mollebamba, a 230 km de la ciudad de Trujillo a una altitud de 3120 m s. n. m. Su clima y paisaje son de naturaleza generosa que se combina con el cielo azul y el color verde olivo de sus bosques y praderas. Las raíces del pueblo de Tulpo están plasmados con sus antepasados es así Tulpo deriva del vocablo prehispánico tulpa que significa 'piedra para cocinar', el pueblo se ubica entre tres tulpas o grandes cerros como son Ocumal, San Francisco, Altuganda. Aparece como grupo social entre los años 7,000 a 10,000 años a. C. En el año 500 d. C., la cultura Wari se extendió casi por todo el territorio andino del antiguo Perú. Posteriormente, Tulpo pertenecía al reino Chimú, en siglo XV unidos el Imperio incaico comandados por el inca Tupac Yupanqui quien después de conquistar, los huaras, huaylas y conchucos conquistan también a nuestros antepasados sometiendo al curaca Huamachuco a los caxamarcas por lo que contamos con la ciudadela de piedra Magma ubicada en la cima del cerro Calvario y Altuganda.

- Magma: es una ciudadela donde habitaron nuestros antepasados preincaicos la construcción de sus viviendas era a base de piedra y barro estratégicamente fue construido en la cima del cerro Calvario y Altuganda con una población aproximada de doscientas personas esta ubicación era utilizada como un mirador de donde se puede observar el pueblo de Pallasca el nevado de pelagatos ubicado entre la cordillera blanca y negra su principal ocupación era la ganadería y la agricultura y textilería.

- Cayachi: es otra de las grandes zonas arqueológicas que se encuentra ubicado cerca del aeropuerto de Tulpo tiene la forma de un castillo de donde se observa a todo el pueblo de Tulpo.

- Collana: se encuentra ubicado entre Cochamarcay la parte alta de Huamanbul y Huachenga esto corresponde a una cultura preincaica la misma que fue una fortaleza.

- La Peña Colorada: es otra maravilla que cuenta el pueblo de Tulpo. Se encuentra ubicada en la parte baja del cerro Calvario y Namobal. Tiene una altura aproximada de 35 × 45 m, tiene la forma de la cara de una persona y a sus costados dan la apariencia que se encontraran 2 grandes puertas. Existe una leyenda comentada por nuestros antepasados de que una tarde de invierno con neblina una pastora pastaba su ganado, y de pronto las puertas se abrieron, y desapareció sin dejar rastro alguno.

- Laguna de Huamanbul: ubicada en la zona alta de Miraflores, es una hermosa laguna rodeada de un gran bosque de árboles. Esta laguna todo el tiempo permanece con bastante agua, y el agua cambia de colores a las 12 a. m. y a las 6 p. m. Cuentan que en esta laguna se bañaba el inca cuando se encontraba de paso hacia Cajamarca. Esta laguna cuenta con una pequeña isla. Existe una leyenda de que esta laguna encantó a una pastora con todo su ganado desapareciendo sin dejar rastro alguno.

- Caminos del Inca: se encuentran ubicados en la parte alta de San Francisco y los cerros Magma y Cayachi.

- Los andenes: se encuentran ubicados en la parte alta de Mchiquilca.

- Lagunas de Lijadero: se encuentran ubicadas en la Vaquería.

- Lagunas Negra y Chucaras: se encuentra ubicadas en la parte alta de San Francisco y Mundo Nuevo.

- Cuevas de Chirival: se encuentran pasando Parazagary muchos atractivos turísticos más.

- En el mes de septiembre, se festeja una fiesta en honor al señor de la misericordia. Fue traída de España al pueblo de Tulpoun día 14 de septiembre es así que se construye la primera iglesia en Tulpoen la época de Florencia de Mora Pizarro esposa de don Juan Sandoval Guzmán, hija de Diego de Mora, que vino con Francisco Pizarro a conquistar el Imperio inca en el año 1532. Al quemarse la primera iglesia, se construye la segunda iglesia por Larco Hoyle, dueños de la negociación Chiclin y Anexos S. A. cuando era hacienda, cuyo dueño era el colegio San Nicolás de Huamachuco donado por Florencia de Mora de Pizarro.

## Personas destacadas
Santiago de Chuco es cuna de grandes hombres. Entre ellos tenemos al poeta César Vallejo, los hermanos poetas Arias Larreta — Felipe y Abraham—, Luis de la Puente Uceda, Pablo Uceda, Eladio Ruiz Cerna, Carlos Barvarán, Erasmo Alayo Paredes, Danilo Sánchez Lihon, Valdemar Trujillo Flores, Rogelio Rosso Flores, entre otros.
La familia Alayo Arenas: destacando la presencia del profesor Pedro Alayo Arenas que contribuyó con la educación y cultura del pueblo de Tulpo. Edificó la infraestructura educativa n.º 80543, siendo director, durante los años 1965-1983, Santos Alayo Arenas, gestor de los títulos de propiedad en el periodo de la reforma agraria para el caserío de Namobal-Tulpo. El padre Felipe Reyna, en la década de los sesenta, fue uno de los gestores para que se fundara el primer colegio a nivel secundario (Señor de la Misericordia) en el pueblo de Santa Clara de Tulpo y realizó las gestiones para que se construya la carretera y apoyo en muchas obras sociales en los pueblos más alejados de la provincia. Nos encontramos con un personaje ilustre del distrito de Angasmarca, Luis Javiel Laureano, impulsor y gestor junto a otros angasmarquinos para que Angasmarca fuera creado distrito en 1985. Político, deportista, considerado en su época como el mejor arquero de la provincia de Santiago de Chuco, defendió los colores del Strong Boy Club.

## Instituciones importantes
- Asociación Cultural César Vallejo
- Taller de Arte y Cultura Illare Chaska
- Grupo cultural parroquial Tierra Hombre
- Elenco folclórico Atik Sami
- Elenco folclórico Illapu Marka

## Festividades
- Julio: Fiesta Patronal del Apóstol Santiago el Mayor
- Julio: Virgen de la Puerta (Quiruvilca)
- Julio: Virgen del Carmen (Mollebamba)
- Agosto: Santa Rosa de Lima (Angasmarca)
- Septiembre: Señor de la Misericordia (Tulpo)
- Septiembre: San Jerónimo de Mollepata
- Noviembre: Fraimartin (Cachicadán)
- Noviembre: Santa Catalina (Calipuy)